# Перка (Болцано)
Перка (итал. Perca) је насеље у Италији у округу Болцано, региону Трентино-Јужни Тирол.
Према процени из 2011. у насељу је живело 639 становника. Насеље се налази на надморској висини од 1010 м.

## Становништво
Према резултатима пописа становништва 2011. у општини је живело 1.460 становника.
| 1931. | 1936. | 1951. | 1961. | 1971. | 1981. | 1991. | 2001. | 2011. |
| ----- | ----- | ----- | ----- | ----- | ----- | ----- | ----- | ----- |
| 799   | 849   | 819   | 821   | 921   | 1.083 | 1.172 | 1.313 | 1.460 |